# Giosuè Carducci
Giosuè Alessandro Giuseppe Carducci (Valdicastello (nu Pietrasanta, Toscane), 27 juli 1835 – Bologna, 16 februari 1907) was een Italiaanse dichter.
Giosuè was een van de leidende figuren van het oplevende classicisme, na de romantiek, samen met Pascoli en Gabriele D'Annunzio.
Hij heeft zes poëziebundels gepubliceerd, waarin het Toscaanse landschap, het klassieke Rome en de dood de vaste elementen zijn. Carducci publiceerde in de jaren 1861-1898 maar kreeg pas in 1906 de Nobelprijs voor Literatuur.
Carducci was van 1861 tot 1903 hoogleraar Italiaanse literatuur aan de universiteit van Bologna. In 1890 ontving hij een benoeming tot senator van het koninkrijk. Hij was een notoir vrijzinnige en vrijmetselaar.
- Bibsys: 90353636
- Biblioteca Nacional de Chile: 000115230
- Biblioteca Nacional de España: XX1721252
- Bibliothèque nationale de France: cb120273262 (data)
- Catàleg d'autoritats de noms i títols de Catalunya: 981058518350506706
- CiNii: DA01969025
- Digitale Bibliotheek voor de Nederlandse Letteren: card015
- Gemeinsame Normdatei: 118668366
- International Standard Name Identifier: 0000 0001 2100 5271
- Library of Congress Control Number: n79063249
- Nationale Bibliotheek van Letland: 000220425
- MusicBrainz: 6d82d1cc-a6c0-4b21-8cf8-c8a365cfc691
- Nationale Bibliotheek van Tsjechië: jn20000700279
- Nationale bibliotheek van Australië: 35814198
- Nationale Bibliotheek van Israël: 987007306951605171
- Nationale Bibliotheek van Polen: a0000001811554
- Nationale en Universitaire bibliotheek Zagreb: 000072524
- Nederlandse Thesaurus van Auteursnamen: 069434212
- Istituto Centrale per il Catalogo Unico: CFIV023000
- LIBRIS: 182742
- SNAC: w6r49zkn
- Système universitaire de documentation: 027668002
- Trove: 1099708
- Virtual International Authority File: 34470601
- WorldCat: E39PBJbWxK6HVx7MqKPYFTbGHC

1901: Prudhomme ·
1902: Mommsen ·
1903: Bjørnson ·
1904: Mistral, Echegaray ·
1905: Sienkiewicz ·
1906: Carducci ·
1907: Kipling ·
1908: Eucken ·
1909: Lagerlöf ·
1910: Heyse ·
1911: Maeterlinck ·
1912: Hauptmann ·
1913: Tagore ·
1915: Rolland ·
1916: Heidenstam ·
1917: Gjellerup, Pontoppidan ·
1919: Spitteler ·
1920: Hamsun ·
1921: France ·
1922: Benavente ·
1923: Yeats ·
1924: Reymont ·
1925: Shaw ·
1926: Deledda ·
1927: Bergson ·
1928: Undset ·
1929: Mann ·
1930: Lewis ·
1931: Karlfeldt ·
1932: Galsworthy ·
1933: Boenin ·
1934: Pirandello ·
1936: O'Neill ·
1937: Gard ·
1938: Buck ·
1939: Sillanpää ·
1944: Jensen ·
1945: Mistral ·
1946: Hesse ·
1947: Gide ·
1948: Eliot ·
1949: Faulkner ·
1950: Russell ·
1951: Lagerkvist ·
1952: Mauriac ·
1953: Churchill ·
1954: Hemingway ·
1955: Laxness ·
1956: Jiménez ·
1957: Camus ·
1958: Pasternak ·
1959: Quasimodo ·
1960: Perse ·
1961: Andrić ·
1962: Steinbeck ·
1963: Seferis ·
1964: Sartre (geweigerd) ·
1965: Sjolochov ·
1966: Agnon, Sachs ·
1967: Asturias ·
1968: Kawabata ·
1969: Beckett ·
1970: Solzjenitsyn ·
1971: Neruda ·
1972: Böll ·
1973: White ·
1974: Johnson, Martinson ·
1975: Montale ·
1976: Bellow ·
1977: Aleixandre ·
1978: Singer ·
1979: Elýtis ·
1980: Miłosz ·
1981: Canetti ·
1982: García Márquez ·
1983: Golding ·
1984: Seifert ·
1985: Simon ·
1986: Soyinka ·
1987: Brodsky ·
1988: Mahfoez ·
1989: Cela ·
1990: Paz ·
1991: Gordimer ·
1992: Walcott ·
1993: Morrison ·
1994: Oë ·
1995: Heaney ·
1996: Szymborska ·
1997: Fo ·
1998: Saramago ·
1999: Grass ·
2000: Gao ·
2001: Naipaul ·
2002: Kertész ·
2003: Coetzee ·
2004: Jelinek ·
2005: Pinter ·
2006: Pamuk ·
2007: Lessing ·
2008: Le Clézio ·
2009: Müller ·
2010: Vargas Llosa ·
2011: Tranströmer ·
2012: Mo ·
2013: Munro ·
2014: Modiano ·
2015: Aleksijevitsj ·
2016: Dylan ·
2017: Ishiguro ·
2018: Tokarczuk ·
2019: Handke ·
2020: Glück ·
2021: Gurnah ·
2022: Ernaux ·
2023: Fosse ·
2024: Kang ·